# Campionati europei di nuoto 2012 - 100 metri rana femminili
La gara dei 100 metri rana femminili degli Europei 2012 si è svolta il 22 e 23 maggio 2012 e vi hanno partecipato 49 atlete. Le batterie e le semifinali si sono svolte il 23 e la finale nel pomeriggio del giorno successivo.

## Podio
| Pos.    | Atleta                  | Nazione  |
| ------- | ----------------------- | -------- |
| Oro     | Sarah Poewe             | Germania |
| Argento | Jennie Johansson        | Svezia   |
| Bronzo  | Marina García Urzainqui | Spagna   |

## Record
Prima della manifestazione il record del mondo (RM), il record europeo (EU) e il record dei campionati (RC) erano i seguenti.
| Record mondiale       | 1'04"45 | Jessica Hardy  | 7 agosto 2009 Federal Way |
| Record europeo        | 1'05"41 | Julija Efimova | 28 luglio 2009 Roma       |
| Record dei campionati | 1'06"32 | Julija Efimova | 11 agosto 2010 Budapest   |

## Risultati

### Batterie
| Pos. | Atleta                    | Nazionalità          | Tempo   | Batteria | Corsia | Note |
| ---- | ------------------------- | -------------------- | ------- | -------- | ------ | ---- |
| 1    | Caroline Ruhnau           | Germania             | 1'07"85 | 7        | 3      | Q    |
| 2    | Sarah Poewe               | Germania             | 1'08"05 | 6        | 4      | Q    |
| 3    | Sycerika McMahon          | Irlanda              | 1'08"37 | 6        | 6      | Q    |
| 4    | Jennie Johansson          | Svezia               | 1'08"38 | 7        | 4      | Q    |
| 5    | Petra Chocová             | Rep. Ceca            | 1'08"58 | 6        | 3      | Q    |
| 6    | Concepción Badillo Díaz   | Spagna               | 1'08"75 | 7        | 5      | Q    |
| 7    | Martina Moravčiková       | Rep. Ceca            | 1'08"92 | 5        | 7      | Q    |
| 8    | Marina García Urzainqui   | Spagna               | 1'09"17 | 5        | 5      | Q    |
| 9    | Valentina Artemyeva       | Russia               | 1'09"35 | 7        | 6      | Q    |
| 10   | Katharina Stiberg         | Norvegia             | 1'09"65 | 4        | 5      | Q    |
| 11   | Hrafnhildur Luthersdóttir | Islanda              | 1'09"66 | 6        | 8      | Q    |
| 12   | Chiara Boggiatto          | Italia               | 1'09"67 | 5        | 2      | Q    |
| 12   | Dilara Buse Günaydin      | Turchia              | 1'09"67 | 7        | 7      | Q    |
| 14   | Tanja Šmid                | Slovenia             | 1'09"98 | 5        | 8      | Q    |
| 15   | Fiona Doyle               | Irlanda              | 1'10"16 | 5        | 6      | Q    |
| 16   | Mariya Liver              | Ucraina              | 1'10"21 | 4        | 6      | Q    |
| 17   | Joline Höstman            | Svezia               | 1'10"23 | 6        | 5      |      |
| 18   | Anna Sztankovics          | Ungheria             | 1'10"37 | 7        | 1      |      |
| 19   | Sara Nordenstam           | Norvegia             | 1'10"39 | 4        | 3      |      |
| 20   | Vanessa Grimberg          | Germania             | 1'10"46 | 7        | 2      |      |
| 21   | Sophie Allen              | Gran Bretagna        | 1'10"56 | 5        | 3      |      |
| 22   | Brigitta Gregus           | Ungheria             | 1'10"59 | 2        | 2      |      |
| 23   | Irina Novikova            | Russia               | 1'10"61 | 6        | 2      |      |
| 24   | Lisa Fissneider           | Italia               | 1'10"69 | 5        | 4      |      |
| 25   | Fanny Lecluyse            | Belgio               | 1'10"82 | 5        | 1      |      |
| 26   | Alona Ribakova            | Lettonia             | 1'10"83 | 2        | 5      |      |
| 26   | Ganna Dzerkal             | Ucraina              | 1'10"83 | 3        | 4      |      |
| 28   | Fanny Babou               | Francia              | 1'10"88 | 7        | 8      |      |
| 29   | Ana Pinho Rodrigues       | Portogallo           | 1'10"91 | 4        | 4      |      |
| 30   | Tjaša Vozel               | Slovenia             | 1'10"93 | 6        | 7      |      |
| 31   | Raminta Dvariškytė        | Lituania             | 1'11"07 | 3        | 6      |      |
| 32   | Ivana Ninković            | Bosnia ed Erzegovina | 1'11"19 | 1        | 5      |      |
| 33   | Anastasia Christoforou    | Cipro                | 1'11"34 | 3        | 8      |      |
| 34   | Zuzana Mimovicová         | Slovacchia           | 1'11"65 | 4        | 8      |      |
| 35   | Anastasiya Malyavina      | Ucraina              | 1'11"94 | 2        | 4      |      |
| 35   | Erla Dogg Haraldsdóttir   | Islanda              | 1'11"94 | 3        | 3      |      |
| 37   | Mario Georgia Michalaka   | Grecia               | 1'11"98 | 4        | 2      |      |
| 38   | Ewa Scieszko              | Polonia              | 1'12"12 | 4        | 1      |      |
| 39   | Shani Stallard            | Irlanda              | 1'12"28 | 3        | 7      |      |
| 40   | Tatiana Chisca            | Moldavia             | 1'12"30 | 4        | 7      |      |
| 41   | Evghenia Tanasienco       | Moldavia             | 1'12"33 | 3        | 5      |      |
| 42   | Dorottya Bíró             | Ungheria             | 1'12"70 | 2        | 7      |      |
| 43   | Helena Pikhartová         | Rep. Ceca            | 1'12"84 | 3        | 2      |      |
| 44   | Sandra Swierczewska       | Austria              | 1'13"14 | 2        | 6      |      |
| 45   | Evelina Aizpuriete        | Lettonia             | 1'13"23 | 2        | 3      |      |
| 46   | Vangelina Draganova       | Bulgaria             | 1'13"89 | 1        | 4      |      |
| 47   | Maria Harutjunjan         | Estonia              | 1'14"22 | 1        | 3      |      |
| -    | Jenna Laukkanen           | Finlandia            | -       | 6        | 1      | DSQ  |
| -    | Ceren Dilek               | Turchia              | -       | 3        | 1      | DSQ  |

### Semifinali
| Pos. | Atleta                    | Nazionalità | Tempo   | Batteria | Corsia | Note |
| ---- | ------------------------- | ----------- | ------- | -------- | ------ | ---- |
| 1    | Jennie Johansson          | Svezia      | 1'07"65 | 1        | 5      | Q    |
| 2    | Sarah Poewe               | Germania    | 1'07"70 | 1        | 4      | Q    |
| 3    | Caroline Ruhnau           | Germania    | 1'08"01 | 2        | 4      | Q    |
| 4    | Marina Garcia Urzainqui   | Spagna      | 1'08"08 | 1        | 6      | Q    |
| 5    | Sycerika McMahon          | Irlanda     | 1'08"37 | 2        | 5      | Q    |
| 6    | Concepción Badillo Díaz   | Spagna      | 1'08"40 | 1        | 3      | Q    |
| 7    | Chiara Boggiatto          | Italia      | 1'08"87 | 1        | 7      | Q    |
| 8    | Martina Moravčiková       | Rep. Ceca   | 1'08"93 | 2        | 6      | Q    |
| 9    | Petra Chocová             | Rep. Ceca   | 1'09"00 | 2        | 3      |      |
| 10   | Mariya Liver              | Ucraina     | 1'09"22 | 1        | 8      |      |
| 11   | Katharina Stiberg         | Norvegia    | 1'09"44 | 1        | 1      |      |
| 12   | Fiona Doyle               | Irlanda     | 1'09"68 | 2        | 8      |      |
| 13   | Valentina Artemyeva       | Russia      | 1'09"76 | 2        | 2      |      |
| 14   | Hrafnhildur Luthersdóttir | Islanda     | 1'10"06 | 2        | 7      |      |
| 15   | Dilara Buse Günaydin      | Turchia     | 1'10"32 | 2        | 1      |      |
| -    | Tanja Šmid                | Slovenia    | -       | 1        | 2      | DSQ  |

### Finale
| Pos.    | Atleta                  | Nazionalità | Tempo   | Corsia | Note |
| ------- | ----------------------- | ----------- | ------- | ------ | ---- |
| Oro     | Sarah Poewe             | Germania    | 1'07"33 | 5      |      |
| Argento | Jennie Johansson        | Svezia      | 1'07"85 | 4      |      |
| Bronzo  | Marina García Urzainqui | Spagna      | 1'07"91 | 6      |      |
| 4       | Caroline Ruhnau         | Germania    | 1'07"95 | 3      |      |
| 5       | Sycerika McMahon        | Irlanda     | 1'08"72 | 2      |      |
| 6       | Concepción Badillo Díaz | Spagna      | 1'08"76 | 7      |      |
| 7       | Chiara Boggiatto        | Italia      | 1'08"82 | 1      |      |
| 8       | Martina Moravčiková     | Rep. Ceca   | 1'08"87 | 8      |      |